# SS Hilda
El SS Hilda fue un buque de vapor propiedad de la London and South Western Railway. Prestaba el servicio Southampton-Islas del Canal-Saint Malo hasta que se hundió en 1905 con la pérdida de al menos 125 vidas.

## Hundimiento
El Hilda había salido de Southampton a las 22:00 horas del 17 de noviembre de 1905 en su servicio regular a Saint-Malo en Bretaña. Llevaba 103 pasajeros. Una espesa niebla la obligó a fondear frente a Yarmouth, Isla de Wight, a la espera de mejores condiciones climáticas. El viaje se reanudó a las 06:00 horas del 18 de noviembre. El Hilda pasó por la ruta de Alderney a las 12:30, y tras dejar atrás Jersey las condiciones meteorológicas empeoraron. A las 18:00, Hilda se acercaba a Saint Malo. Las luces del pueblo eran visibles, al igual que el faro de Jardín, pero las ráfagas de nieve redujeron la visibilidad y el capitán Gregory se vio obligado a abandonar el intento de llegar a puerto.

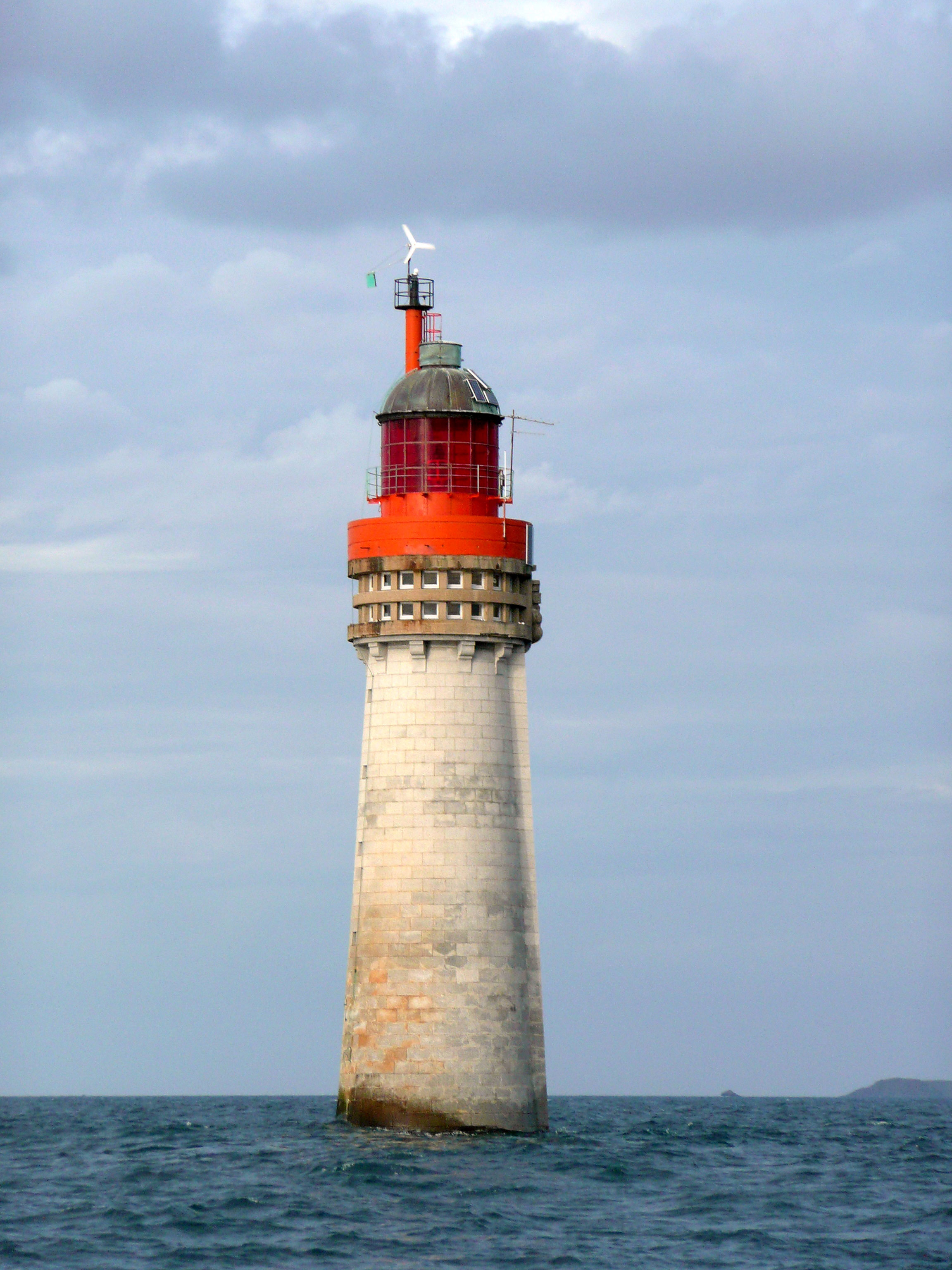
Faro del Gran Jardín

En varias ocasiones la visibilidad mejoró brevemente pero luego se deterioró. El Hilda se vio obligado a abandonar cada intento de llegar a puerto. Alrededor de las 23:00 horas la visibilidad volvió a mejorar y se hizo otro intento de entrar al puerto. Unos minutos más tarde, Hilda chocó contra las rocas Pierre de Portes., que se encuentran al oeste del canal de entrada al puerto de St Malo. Se dispararon cohetes de socorro y los pasajeros se pusieron sus chalecos salvavidas. Se intentó botar los botes salvavidas, pero cinco de ellos no pudieron ser botados o se estrellaron contra las rocas. El sexto llegó a Saint-Cast-le-Guildo, a unas 15 millas (24 kilómetros) al oeste de St Malo. La marea estaba bajando y el Hilda se partió en dos unos 15 minutos después de encallar. Unas 20 o 30 personas en la parte de popa del naufragio lograron trepar a las jarcias para esperar el rescate. A las 09:00 horas del 19 de noviembre, cuando fueron descubiertos por el SS Ada, sólo quedaban seis. En total murieron 125 personas. Entre los muertos se encontraban 70 "Onion Johnnies" bretones que regresaban de vender productos agrícolas en Gran Bretaña.
El capitán William Gregory había trabajado para London and South Western Railway durante 36 años. Se unió a la compañía en 1869 a la edad de 20 años. Su primer mando fue el SS Honfleur en 1880. En 1885, fue nombrado capitán del Hilda. El único miembro superviviente de la tripulación fue el marinero sano James Grinter. Ya había naufragado dos veces antes. Los cinco pasajeros supervivientes fueron Olivier Caroff de Roscoff, Tanguy Laot de Cléder, Jean Louis Mouster de La Feuillée, Paul-Marie Pen de Cléder y Louis Rozec de Plouzévédé.
Otro vapor de London and South Western Railway, el SS Stella, naufragó en Casquets, Islas del Canal, el 30 de marzo de 1899 con 112 víctimas mortales. El 21 de febrero de 1907, el Great Eastern Railway sufrió la pérdida del SS Berlin, que naufragó frente al Hoek van Holland con 141 víctimas mortales.